# Majer Imre
Majer Imre (Arad, 1865. március 12. – Komárom, 1936. november 24.) pápai prelátus, bélai címzetes apát, szemináriumi rektor, komáromi apát-plébános.

## Élete
Majer W. József közös hadseregbeli mérnökkari őrnagy és Cziger Mária fia.
Komáromban végezte az algimnáziumot, Aradon a felsőgimnáziumot. Esztergomban teologiát végzett. 1888-ban szentelték fel. Káplán volt 1888-tól Kéménden, 1889-től Esztergom-Vizi városban, 1890-től Érsekújvárott. 1893-ban plébános lett Leányváron. 1900. december 28-án XIII. Leó pápa titkos kamarássá nevezte ki.
1906-tól Párkányban lett plébános, 1907-től pedig az esztergom-vízivárosi zárda házi igazgatójává nevezték ki. 1919-ben a Tanácsköztársaság katonái az esztergomi forradalmi törvényszék elé vitték, de sikerült magát tisztáznia. 1922-től haláláig Komárom plébánosa. A komáromi temetőben nyugszik.
1924-ben ő végezte az 1919-ben elhunyt Molnár János prelátus-kanonok, korábbi helyi plébános végakarata szerinti komáromi temetését. A magyar papképzés ügyét is felkarolta. 1924-ben misét celebrált az Országos Magyar Kisgazda, Földmíves és Kisiparos Párt komáromi körzetének zászlószentelésén. 1929-ben Tyukoss János, Haiczl Kálmán, Gregorovits Lipót, Jónás Imre és Nagy Dezső mellett, alapítótagja volt a komáromi Marianumnak. A komáromi Marianum internátus és szeminárium költsége csaknem 800 ezer koronába került. 1931-ben részt vett a komáromi Protestáns Jótékony Nőegylet 50 éves jubileumán. 1934-ben megnyitotta a szlovenszkói Prohászka-körök komáromi kongresszusát. 1935 március 10-én az ő elnöklete alatt folyt Komáromban a Katolikus Akció első alakuló közgyűlése. 1935-ben megnyitotta a komáromi katolikus nagygyűlést is. A szociális testvérek komáromi letelepítője. 
Támogatta az érsekújvári polgári leányiskola kápolnájának fölszerelését, illetve a komáromi bencés gimnázium diákmenzáját. A leányvári római katolikus elemi népiskola építésére 500 koronát ajándékozott. Az esztergomi érseki polgári leányiskola új épületére 4000 koronát adományozott, amelyet 1913 szeptemberében adtak át. 1907-től az Esztergommegyei Párkányi Takarékpénztár igazgatósági tagja, valamint a Párkány és vidéke „Hangya" fogyasztási és értékesitő szövetkezet egyik vezetője.
Igazgatósági tagja volt a Szlovenszkói Magyar Kultúregyesületnek, a Jókai Egyesületnek és alapító tagja a Szent Ágoston Társulatnak. 1924. július 13-án felszentelte a Szent András-templom új harangjait, melyek 90000 koronába kerültek. Az egyik harang 20000 koronás költségét saját maga állta. Új harangok készültek a Szent Rozália-templom és a Szent Anna-kápolna részére is.

## Elismerései
- 1916 Ferenc József-rend lovagkeresztje[25]

## Művei
- 1892 Szünidei kézikönyv növendék papok számára. Elmélkedések. Esztergom. (fordította Bacuez L.-től)
- 1897 Katholikus lelki kalauz, vagyis utmutatás keresztény életmódra. A régi és legújabb kiadás nyomán áldolgozva. Esztergom.
- 1902 Páli Szent Vincze — egy-egy gondolata az év minden napjára. Esztergom. (Gondolatok páli Vinczétől az évnek minden napjára)
- Kosztka szent Szaniszló életrajza
- Le divin Consolateur
- La conformité à la volonté de Dieu. Par Saint Vincent de Paul.